# 旭ケ丘 (弘前市)
旭ケ丘（あさひがおか）は、青森県弘前市の地名。郵便番号は036-8252。

## 地理
青森県道130号桔梗野富田線南側、緑ケ丘・土淵川・清富町・城南にはさまれて、縦に伸びて位置する町。北は桔梗野、東は稔町、清水富田桔梗流・清水流、東から南にかけて城南、西は緑ケ丘に接する。

## 沿革
- 1967年（昭和42年） - 清水富田・小沢から分離、旭ケ丘一・二丁目になる。

## 世帯数と人口
2023年（令和5年）7月1日現在の世帯数と人口は以下の通りである。
| 丁目         | 世帯数  | 人口  |
| ------------ | ------- | ----- |
| 旭ケ丘一丁目 | 128世帯 | 248人 |
| 旭ケ丘二丁目 | 204世帯 | 418人 |
| 計           | 332世帯 | 666人 |

## 施設

### 福祉
- グループホームふれあい温泉

### 公共
- 旭ケ丘児童公園
- 旭ケ丘幼児公園
- 旭ケ丘第二幼児公園
- 旭ケ丘第三幼児公園

## 小・中学校の学区
市立小・中学校に通う場合、学区は以下の通りとなる。
| 大字         | 番地 | 小学校               | 中学校             |
| ------------ | ---- | -------------------- | ------------------ |
| 緑ケ丘一丁目 | 全域 | 弘前市立桔梗野小学校 | 弘前市立第四中学校 |
| 緑ケ丘二丁目 | 全域 | 弘前市立桔梗野小学校 | 弘前市立第四中学校 |

## 交通
- 弘南バス

緑ヶ丘（弘前駅 - 金属団地・桜ヶ丘線、他）停留所。